# Arp 273
Arp 273 — группа взаимодействующих галактик в созвездии Андромеды, находящаяся на расстоянии 300 млн световых лет от Земли, в области пространства, расположенной между «звездой демона» (Алголь) слева, и «сандалией Андромеды» (Аламак) справа. Впервые описана в Атласе пекулярных галактик, составленном Арпом Хелтоном в 1966 году. 
Большая из спиральных галактик известна как UGC 1810 и примерно в пять раз тяжелее соседней. Её диск составляет розоподобную форму с гравитационно притягиваемой галактикой-спутником, известной как UGC 1813. В ядре меньшей галактики заметны признаки активного звёздообразования и, вероятно, она прошла через бо́льшую.
|  | Arp 273 в созвездии Андромеда |